# きこうでんみさ
きこうでん みさ（1982年12月13日 - ）は、日本の同人ボーカル、タレント、元AV女優。アキバ系萌えアイドルとして地上波TVなどで活躍した。

## 略歴

### タレント活動
コスプレイヤー、ネットアイドル、キャットファイターなどを経て、タレントになる。
主にグラビアが活動の中心となるが、テレビ出演やキャンペーンガール、歌手、声優などもコンスタントにこなす。芸名の由来は中国の七夕にあたる「乞巧奠（きこうでん）」と儀式の意味のある「ミサ」に拠る。一部で本名の「松田」を分解した「木」、「公」、「田」から名付けたと言われているが、本人によると本名は「松田」でもなくそこから作成したのでもないと公言している。
愛称は、「みさっぷ」「はきゅん(HQN)」。事務所では「でんちゃん」または単に「でん」と呼ばれている。
一般に知られるようになったのは、TBS系『ガチンコ!』内の企画「芸能人玉の輿学院」の出演からである。その時発した「はきゅ〜ん」「萌え萌えビーム!!イリュージョン、はきゅっ」といった変わった口癖と特異なキャラクターが、インターネットを中心に衝撃を与えた。「はきゅ〜ん」というフレーズには当初は特に意味が無く、あるイベントで「きゅい〜ん」と言おうとしたところ、何故か「はきゅ〜ん」と言い間違えてしまったのが始まり。以降は後付けの理由ながら「ハートがきゅんっ」と言う意味も込めて愛用している。
以後もテレビ東京『秋葉な連中』、『秋葉☆りむじん』に出演するなど、「アキバ系アイドル」「萌え系アイドル」のイメージが定着する。
2003年にいちご姫とコンビを組み『M-1グランプリ2003』に出場(コンビ名1589☆)、1回戦(東京大会8日目 有明)を突破する。
2005年からは、「流歌」「MAKI」とのユニット「MFT（もふっと。）」を結成。同人サークルとして音楽などの活動を行っている。
2007年1月31日より『GyaOジョッキー』にてレギュラー冠番組『きこうでんみさの”おまいら見るな!!”』を持ち、毎回生撮影会を行い様々なコスプレを披露。同年7月よりコスプレをやめ、私服または通常の衣装での出演を行う。

### AV女優活動
2007年1月23日発売の『FLASH』でヘアヌードを初披露。同年5月3日にクリスタル映像よりAVデビュー。このデビュー作は『AV OPEN2007』にエントリーされ準優勝になった。
2008年には『スカパー!アダルト放送大賞2008』の女優部門にノミネートされるなど、AV女優として順調な活躍を続ける。また、3月には前述のレギュラー冠番組が終わったが、映画『艶恋師』やTVドラマ『エリートヤンキー三郎』に出演するなど、AV女優以外の活動も行った。6月、1年間の専属契約であったクリスタル映像の契約満了後、エスワンの専属となる
2008年12月、6ヶ月間の専属契約であったエスワンの契約満了後、アタッカーズの専属になった。2009年にAV活動を引退。

### その後の活動
2011年から八王子了法寺のとろ弁天とユニットを組み、八王子八福神の1人「美と富と幸福の神様、吉祥天みさ」に任命される。寺のCDやPV製作、ラジオパーソナリティで活動している。
2015年4月より、恵比寿アニソンバー銀河のキャストとして働いている。
2018年9月2日 エステサロン ミエール ロッポンギをオープンする。その後タレント活動を続けながら飲食店のアドバイザーや雑誌のキャスティング、コーディネートを生業としている。

## MFT（もふっと。）
それぞれが違うジャンルで活躍している3人が結成したユニット。
名前の由来は「まぁまぁ…みんな忙しいんだし、まったりもふっと。いこう!」から。メンバーをデフォルメキャラクター化することによって、よりコミック・アニメ的な表現力を高め、親しみのあるキャラクターとなり人気を博している。
楽曲コンセプトは、架空のアニメ作品をテーマとしており、それに伴ったキャラクター・シナリオ・世界観等を構築し、主題歌・挿入歌・EDなどを制作するといった一風変わったスタイル。また、声優が実際にキャラクターにアフレコしたり、衣装を作ってコスプレするなど、楽曲制作や自分達の活動ジャンルに限定されない、広いメディア展開を行なっていく。
現在はLIVE・イベント活動をメインに、CDを制作している。

### 主なメンバー
- きこうでんみさ (原案/声優/歌)
- encounter+ 流歌 (原案/作曲/編曲)
- セブンスヘブンMAXION MAKI (絵/脚本)
- SYNC ART'S 五条下位 (作曲/編曲)
- takrockers.com!! 父 (ギター/ボーカル)
- 小田ユウ (作詞歌唱)
- SaRaSa 梨本悠里＆坂上なち (歌/声優)
- とろ美 (原案/絵/作詞歌唱)

### 主な作品
- にじいろロケットつばさ号/Voiceless Forest (発売日:2005/12/30 コミケ69)
- 脳内妄想アニメ第一弾 神誓時録グラツィオーネ (発売日:2006/12/31 コミケ71)
- 脳内妄想アニメ第二弾 BRUTE/めぐる町征服宣言 (発売日:2007/08/17 コミケ72)
- 脳内妄想アニメ第三弾 ルシア (発売日:2008/5/11 M3-2008春)
- 王立ブレイブエレメンツアカデミー勇者養成学科 (発売日:2008/8/16 コミケ74)

## インターネット掲示板での活動
ネットユーザーでもあり、2ちゃんねらーであることを公言。前述の「芸能人玉の輿学院」では、「たれギコ」（ギコ猫の顔をしたたれぱんだ）の自作ぬいぐるみを持参、テレビ東京『究極癒し戦隊ヴィーナスエンジェル』では、2ちゃんねるでの同番組実況スレッドに隠れて参加していることを明かし、2ちゃんねる関係のオフ会やイベントに頻繁に参加している。本人関連のスレッドによく出没する（ニュース速報板等）ことでも知られる。

## 出演

### テレビ
- スキヤキ!!ロンドンブーツ大作戦（テレビ東京）
- 学校へ行こう!（TBS）
- ちゃんネプ（テレビ朝日）
- ガチンコ!（TBS） - 芸能人玉の輿学院
- 秋葉な連中 (テレビ東京）
- 秋葉☆りむじん (テレビ東京）
- さまぁ〜ずと優香の怪しい××貸しちゃうのかよ!!（テレビ朝日） - コスプレ女VS男のオタク
- 究極癒し戦隊ヴィーナス・エンジェル（テレビ東京） - 東久邇宮サクラコ 役
- くりぃむナントカ（テレビ朝日） - 告知済み寝起きドッキリ！
- オオカミ少年（TBS） - 萌えポン・萌え萌えにらめっこ・ブラストールの計3回出演
- バニラ気分!（フジテレビ） - 激安探検隊で遭遇
- エリートヤンキー三郎（テレビ東京）
- 桃のふくらみ（MONDO TV）
- OTAKU（クアトロ cuatroTV スペイン民間放送局）
- ジョーシキの時間2（日本テレビ）

### テレビCM
- ベガスベガス〜ヴィーナスゼロ編〜

### インターネット配信
- きこうでんみさの”おまいら見るな!!”（GyaO・GyaOジョッキー、2007年1月 - 2008年2月）
- コイカツ〜恋愛ノウハウトークライブ!! vol.2〜（2010年3月5日、マシェリバラエティ マシェバラ）
- はきゅんのニコジョッキー（2011年9月9日 - ？、ニコニコ生放送・ニコジョッキー）

### 携帯コンテンツ
- きこうでんみさHQN革命（iLOVEコミックmode）

### ラジオ
- ストリーム（TBSラジオ）
- まちウケ（毎日放送）
- HOT'nHOT（ニッポン放送）
- レコメン!（文化放送）
- アニゲマスター（文化放送）

### 映画
- いかレスラー（2004年）
- まいっちんぐマチコ先生 THE MOVIE 〜OH!コスプレ大作戦〜（2004年）
- 兜王ビートル（2005年）
- 艶恋師 放浪編 歌舞伎町 絶頂対決!![8]（2008年）

### オリジナルビデオ
- 女陰陽師 陰魔侵蝕（2004年）
- はきゅん・で・どきゅん（2005年）
- IMPRISON5 監禁（2005年）
- 美少女カフェ お帰りなさい♥ご主人さま（2006年）

### 舞台
- （続）嗚呼!!花の応援団（2005年、どおくまん原作/泉堅太郎演出作品 時来組公演）

### ゲーム
- 電脳妖精サイバーフェアリー（ピクセル）
- ネジレ（エリス）
- 教祖様の野望
- オタキバ!（兎木可憐役）※同人ソフト、主題歌「オタキバ!」歌唱
- オタキバ!R's（兎木可憐）※同人ソフト、主題歌「Don't stop OTAそれでも僕はやめられない」歌唱
- オタキバ〜ファイナル〜（兎木可憐）※同人ソフト、主題歌「FLY LETTER」歌唱
- こんぼく麻雀 〜こんな麻雀があったら僕はロン!〜（2008年、心愛） - エンディングテーマ「ある☆らぶ・りぃちの法則!!」歌唱

### 企画CD
- おにいちゃんCD（2006年、声の出演）

### onlineゲーム
- ガマニア主催『エターナルカオス』クリック美少女コンテスト「クリコン」（2003年6月）

## 映像作品

### IV
- 萌えっこ@TV（2006年8月26日、ルルルエンターテイメント）
- はきゅ〜ん日和♪（2007年5月25日、竹書房）
- PREMIUM HONEY きこうでんみさ（2007年8月4日、シーアンドエイチ）
- X時間 きこうでんみさ（2008年10月25日、ゴマブックス）
- CHANGE（2009年2月28日、アウトビジョン）

### アダルト作品

#### DVD
2007年
- 芸能人♥デビュー!!きこうでんみさ はきゅ〜んエンジェルHに出動!（5月3日、クリスタル映像） - 共演：加藤鷹 ※AV OPEN 2007本選準優勝
- 芸能人♥きこうでんみさ2 はきゅ〜んエンジェルHな攻防（6月29日、クリスタル映像） - 共演：加藤鷹
- 芸能人♥きこうでんみさ3 萌エロ!!はきゅ〜ん危機一髪（7月27日、クリスタル映像） - 共演：加藤鷹
- 萌エロ♥コスプレ召使い（8月24日、クリスタル映像）
- 萌エロ♥コスプレ女子校生 はきゅ〜ん家庭教師（9月28日、クリスタル映像）
- きこうでんみさの ねぇ、Hしょっ♥（10月26日、クリスタル映像）
- 飼育してね♥（11月30日、クリスタル映像）
- feel（12月21日、クリスタル映像）

2008年
- 芸能人 ソープへいらっしゃい（1月25日、クリスタル映像）
- アニコス☆ハレンチ娘（2月8日、クリスタル映像）
- Private（3月14日、クリスタル映像）
- アニコス電マ潮吹きFUCK!!（4月11日、クリスタル映像）
- Super Re-MIX きこうでんみさ THE BEST 大総集編（5月16日、クリスタル映像）
- 解禁×完全限定生産×ハイモザver2.1 ハイパーギリモザMV（6月19日、エスワン）
- ハイパー×ギリモザ ものすごい顔射（7月19日、エスワン）
- ギリモザ 無限絶頂!激イカセFUCK（8月19日、エスワン）
- ギリモザ 20コスチュームでパコパコ!（9月7日、エスワン）
- ギリモザ 恥ずかしい淫語（10月7日、エスワン）
- ギリモザ パイパン潮吹きギリモザ（11月19日、エスワン）
- アイドル捜査官きこうでんみさ CRIME CHANNELをDeleteせよ!!（12月7日、龍縛（アタッカーズレーベル））

2009年
- 悲劇のラジオDJ 生放送は止められない…（1月7日、死夜悪（アタッカーズレーベル））
- タイムソルジャー・ティマ（2月7日、淫魔（アタッカーズレーベル））
- 女流作家 恥悦に墜ちた女（3月7日、龍縛（アタッカーズレーベル））
- 若妻の届かぬ想い… すれ違う共働き夫婦（4月7日、龍縛（アタッカーズレーベル））
- 女教師・堕ちるまで… 奴隷調教カリキュラム（5月7日、死夜悪（アタッカーズレーベル）） - 共演：春風えみ
- 東京FUNKYギャル18（6月26日、ピエロ）
- イクときはキュンキュン♥（10月19日、乱丸）

2010年
- スーパーヒロインBEST（2010年8月7日、アタッカーズBEST（アタッカーズレーベル）） - 他出演：姫咲りりあ、君野ゆめ、水玉レモン、小川あさ美

## 音楽CD
- doll〜歌姫 vol.2
- はきゅん ご主人さまぁ! - カラオケDAMにて配信中
- ミルきゅん♥プリン!!
- ふるぱわぁ☆せんせーしょん あたしがヒロイン（第2弾AV作品の特典CD）
- 真・凌辱HARDCORE〜エロスの饗宴〜（2008年12月26日）-「Inoccent Gate〜背徳への序幕〜」（『真・凌辱HARDCORE』テーマ曲）
- DAME SONIC 2012 ―Akihabara＊Chocolate Night－（2012年1月18日、配信限定コンピレーション・アルバム）
- A LA MODE（2017年2月14日）

### 東方CD
- セブンスヘブンMAXION様 作品参加
  - ボーカル：SaRaSa（梨本悠里＆坂上なち）with きこうでんみさ（「Phantom-Liberation」「桜花輪転」「precious wish」）
- マヨヒガTV〜博麗神社☆プロデュース
  - ボーカル：大瀬良アイチャン、きこうでんみさちー、梨本天城越え悠里
  - 「Reach the freeze tempereture〜マヨナカチルド!」
- behoi_me!
  - ボーカル：HQN、「にゃにゃん★藍しゃまぁ!」
- はいぱぁ電波これくしょん！フリーダム★東方編（ボーカル：きこうでんみさ/柏木るざりん）
  - 「レッツゴー！東方警察」
- Blind Emotion（2016年5月8日、「MOBIUS」）
- 東方PARTYBOX2（2016年8月12日）
- Altar Fragments（2016年8月13日、「INFINITY」）
- 頭文字T T-SELECTION Vol.04（2016年12月29日、「蒼と赤」）

## グラビア

### ヘアヌード写真集
- はきゅ〜ん日和♪（2007年4月20日 竹書房）

### デジタル写真集
- LOVE MISA（2003年9月12日、ファミリーソフト）
- MISA SEXY（2004年1月21日、ファミリーソフト）
- MISA in OKINAWA part.1?3（2004年1月28日、ファミリーソフト）
- スク×みさ（2004年10月22日、B.F.Pファンクラブ出版局）

### Webグラビア集
- デスクトップギャルコレクション
- 宮澤正明電脳写真館
- shinoyama.net
- X-CITY
- グラフィス
- ザ・テンメイワールド

### 携帯サイト
- アイドルがイッパイ（アイパイ）

### 雑誌
- FLASH
- Flash ex
- Bejean
- DVD MAX
- sabra
- 週刊女性
- 週刊プレイボーイ
- 週刊実話
- 週刊大衆
- ブブカ
- ボンバー
- 実話マッドマックス8月号
- ネットランナー
- 萌え魂
- netbum
- 2ちゃんねる+
- ドリマガ
- cos mode
- 声優グランプリ
- アームズマガジン
- アサヒカメラ
- 日刊ゲンダイ
- i-shite
- BREAK MAX
- スーパー写真塾
- BAZOOKA
- 月刊ファイヤー